# Góis (sobrenome)
Góis, por vezes grafado como Goes, na sua forma arcaica, e Góios, na Idade Média, é um sobrenome português de origem toponímica, derivando do antigo lugar, atual freguesia de Góis, no concelho do mesmo nome.
O nome Góis poderá derivar do germânico do baixo latim gotes significando "montes pedregosos", do basco 'Goieche', etimologicamente "casa de cima" ou do gótico gauja, via nome germânico Goi-.
O primeiro que se sabe ter usado deste nome foi Pedro Salvadores de Góis, 4.º senhor de Góis, filho de Salvador Gonçalves, 3.º senhor de Góis. Salvador Gonçalves herdara o senhorio de seu tio materno, D. João Anaia, bispo de Coimbra e 2.º senhor de Góis, filho de Anaia Vestrariz "da Estrada", senhor de Semide, em Miranda do Corvo, o qual a 1110 recebeu o senhorio de Góis da rainha D. Teresa, mãe de D. Afonso Henriques, onde em 1113 fundou a atual vila de Góis e a sua primeira igreja matriz.

## Brasão
As armas antigas dos Góis caracterizavam-se provavelmente por três grandes mosquetas de arminho e um castelo de três torres, como pode ser concluído tanto das armas atribuídas aos Góios, uma das grafias medievais de Góis, como das armas documentadas de Estêvão Vasques de Góis, alcaide-mor de Lisboa.

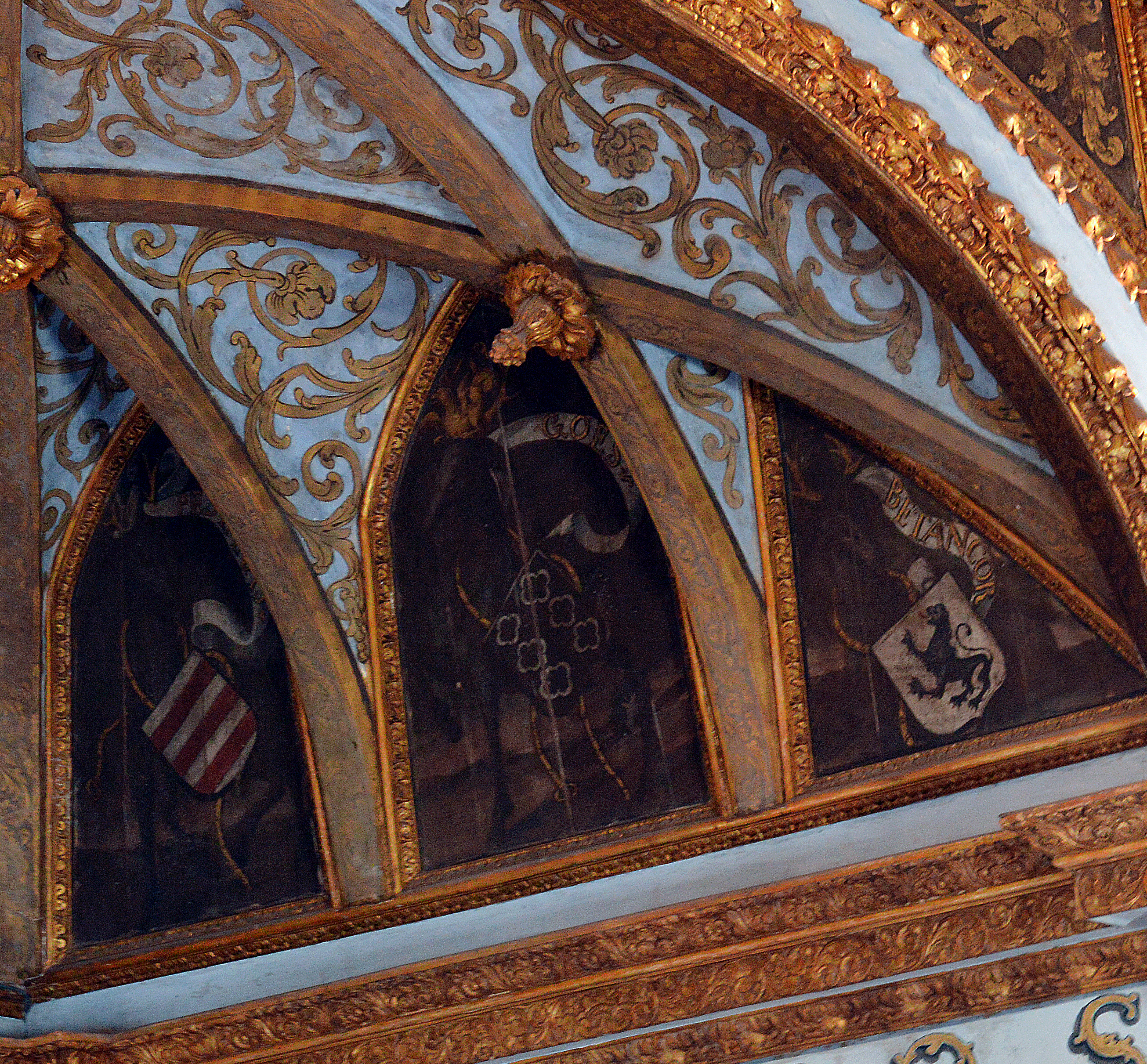
Localização do brasão dos Góis no canto do tecto da Sala de Sintra, entre Pestana e Bettencourt.

Durante a reforma heráldica de D. Manuel I, estas armas parecem ter sido sobrepostas pelas dos Lemos, por confusão com os Góis que usavam armas daquela varonia, por via de Gomes Martins de Lemos, casado com Mecia Vasques de Góis, neta do referido Estêvão Vasques de Góis. Efetivamente, a 6 de abril de 1513 foi concedida carta de armas a Pedro de Góis, nascido por 1450 e morador em Óbidos, "da geração e linhagem dos Góis (...) de acordo com o registo nos livros de registos das armas dos nobres e fidalgos dos reinos que tem Portugal, principal rei de armas, com os respectivos privilégios, liberdades, honras, graças e mercês. Outorgou a petição do beneficiário, depois de provado, ser filho legítimo de Álvaro Gonçalves, criado d'el rei D. Afonso V, e de Leonor de Góis, filha legítima de Álvaro Vaz de Góis, avô do suplicante. Este era irmão de Nuno de Góis, alcaide-mor que foi de Alenquer e todos do tronco da linhagem dos Góis." As armas concedidas são seis cadernas de prata em campo azul, tendo por diferença uma brica de ouro com uma merleta de azul, por lhe virem por via feminina, tendo por timbre uma serpe verde. El-rei o mandou pelo bacharel António Rodrigues Portugal, seu rei de armas principal, assinando a carta o escrivão Diogo Fernandes. Segundo Manuel Abranches de Soveral, esta terá sido a primeira carta de armas em que a reforma heráldica manuelina confundiu as armas dos Lemos, usadas pelos Góis dessa varonia, com a antiga família Góis, dando a estes últimos, por equívoco, as armas daqueles.
Esta versão das armas dos Góis é a representada entre os 72 brasões do tecto da Sala de Sintra, localizando-se num canto da sala, entre o brasão dos Pestana e o dos Bettencourt, apresentando-se de azul, com seis cadernas de crescentes de prata, tendo por timbre um dragão volante de ouro.